# Uzbekfilm
„Uzbekfilm” (uzb.: Oʻzbekfilm, uzb. cyr.: Ўзбекфильм; ros.: Узбекфильм, Uzbiekfilm) – największe i najstarsze studio filmowe w Uzbekistanie. Zostało założone 1 lipca 1925 roku w Taszkencie. Początkowo nosiło nazwę „Sharq Yulduzi” (dosł. Gwiazda Wschodu). W 1936 roku zostało przemianowane na „Uzbekfilm”. Po wybuchu II wojny światowej funkcjonowało pod nazwą „Toshkent Kino Studiyasi” (Taszkenckie Studio Filmowe). W 1958 roku przywrócono nazwę „Uzbekfilm”. Od czasu utworzenia w studio wyprodukowano ok. 400 filmów pełnometrażowych oraz ok. 100 filmów animowanych.